# Luixutsid
Luixutsid (també xwəlšucid, dxwləšúcid, Puget Salish, Puget Sound Salish, Skagit-Nisqually) és un idioma o continu dialectal de diversos grups amerindis Salixà de l'actual estat de Washington. Luixutsid és un membre de dues divisions principals del grup de l'Idioma Salixà, Salixà Costaner i Salixà de l'Interior.
Luixutsid, com el seu veí Twana, està en el subgrup de la Salixà de la Costa Sud de la família de llenguatges Salishan. L'idioma va ser parlat per moltes persones de la regió del Puget Sound, incloent als Duwamish, Suquamish, Tribu de l'Illa Squaxin, Nisqually, i Puyallup en el sud i els Snohomish, Skagit, i els Swinomish en el nord.

## Subdivisions
Luixutsid consisteix en dos grups dialectals que poden dividir-se en subdialectes:
- Luixutsid septentrional
  - Snohomish (en Tulalip)
  - Skagit-Swinomish (en el riu Skagit i l'illa de Whidbey)
  - Sauk-Suiattle (en els rius Sauk i Suiattle)
- Luixutsid Meridional
  - Skykomish
  - Snoqualmie
  - Suquamish
  - Duwamish
  - Muckleshoot (en els rius Green i White)
  - Puyallup
  - Nisqually
  - Sahewamish

La divisió en els grups Septentrional i Meridional està basada en el vocabulari i en els patrons d'entonació. De forma més precisa, els dialectes formen una clina.

## Una mica de vocabulari

### Vocabulari sobre el Salmó del Luixutsid Meridional
ačədádxʷ
una paraula que cobreix tots els salmons del Pacífic i algunes espècies de truita.
sác’əb
Chinook o Rei
x̌ʔəwádxʷ
Salmó Rojo
sq’ə́čqs
Salmó Platejat
ƛ’xʷáy
Salmó Chum
hədúʔ
Salmó Rosat
qíw’x̌
dipterodones de cap platejat
pədkʷəxʷic
la temporada del Salmó Platejat
sc’áy’t
brànquies
ɬičáʔa
xarxes
ɬičaʔalikʷ
xarxa de pescar
ʔálil tiʔíɬ ƛ’usq’íl
temporada de fresi
skʷəlúb
grassa corporal
sč’ət’šáds
aleta dorsal
t’áltəd
ganivet de filetejar
sq’wəlús
peix assecat per emmagatzemar
səlúsqid
caps de peix
qəlx̌
freses seques de salmó
ƛ’ə́bƛ’əbqʷ
freses fresques
sɬúʔb
Salmó Chum sec
sxʷúdzəʔdaliɬəd
pescat amb una gran quantitat de greix corporal
xʷšábús
lleugerament fumat